# Johannes von Thienen
Johannes II. von Thienen bzw. Johann, dictus de Tyne (* 1342; † 1397), Ritter, Herr von Tollschlag (Nieharde) und Wippendorf (Kappeler Harde), war seit 1381 Truchsess und Drost des Schauenburger Grafen Nikolaus. 

## Leben
Johannes II. von Thienen stammte aus dem Geschlecht der Thienen. Er war Mitglied der Dreifaltigkeits und Karlandsgilde in Flensburg. Er war der Sohn Johannes I. von Thienen (geboren 1310). Thienen war mit Anna von Lembeck vermählt, sie hatten einen Sohn, Claus von Thienen, Amtmann zu Tondern und eine Tochter, Beate von Thienen, vermählt mit Erich Krummediek, der Thienens Nachfolger als Drost wurde. 
Durch seine Position war er einer der ersten Beamten des Herzogtums. Thienens Machtbefugnis war nicht auf Schleswig beschränkt, sie dehnte sich entsprechend dem Machtbereich der Schauenburger aus.
Johannes von Thienen starb 1397 in Elmlohe, Cuxhaven, in Niedersachsen.
| Personendaten    | Personendaten                                         |
| ---------------- | ----------------------------------------------------- |
| NAME             | Thienen, Johannes von                                 |
| ALTERNATIVNAMEN  | Johannes, dictus de Tyne                              |
| KURZBESCHREIBUNG | Truchsess und Drost des Schauenburger Grafen Nikolaus |
| GEBURTSDATUM     | 1342                                                  |
| STERBEDATUM      | 1397                                                  |